# Edgardo Sbrissa
Edgardo Luis Sbrissa (Rosario, 30 de diciembre de 1955), conocido como Edgardo Sbrissa, dedicado al entrenamiento del fútbol como Director Técnico, aunque también tuvo un breve paso como jugador profesional fue guardameta de los clubes Rosario Central en los años 1972-1973 y Newells Old Boys en las temporadas 1974-1975 en varios equipos argentinos.  
Actualmente es entrenador del combinado entre la quinta y sexta división de River Plate a pedido de Martín Demichelis, a quien dirigió en Renato Cesarini.
Fue director general del Departamento de Fútbol del Club Newbery y Everton de 1983 a 1988 donde se promovieron figuras como Eduardo Berizzo, Hernán Franco, Darío Franco, Gustavo Onaindia, Juan Pablo Vojvoda, Ernesto Marcucci, Horacio Monti y Daniel Stremiz.
Logró su mayor éxito dirigiendo al Club de Gimnasia y Esgrima La Plata en el año 1993 consagrándose campeón de la Copa Centenario organizada por AFA. Además de a otros equipos, dirigió el Club Atlético Belgrano, Club Gimnasia y Tiro y al equipo Real San Luis cuando éste jugaba en la Primera división 'A' mexicana, en el invierno 97. Fue Director de Scouting en el Club Atlético Banfield y el Club Atlético Belgrano de Córdoba de la Primera División de Argentina y actualmente se desempeña como Coordinador de divisiones inferiores del Club Mitre de Santiago de Estero.